# Willem Schuth
Willem Schuth (Assen, 14 juni 1954) is een Nederlands politicus die voor de Duitse Freie Demokratische Partei in 2004 in het Europees Parlement verkozen werd. Hij was lid van de Alliantie van Liberalen en Democraten voor Europa.
Schuth werkte na zijn dienstplicht voor het Nederlandse ministerie van Defensie. Van 1979 tot 2004 werkte hij op de Duitse militaire basis Seedorf. Hij werd in 1996 lid van de Freie Demokratische Partei (FDP) en vervulde voor deze liberale partij verschillende (regionale) functies. Voerde campagne voor de verkiezingen van het Europees Parlement in 2004 met de slogan "Frischer Wim aus dem Norden". In het Europees Parlement had hij landbouw in zijn portefeuille. Schuth is tevens lid van de VVD.
Schuth was na Wilmya Zimmermann de tweede Nederlander die voor een partij van een ander land in het Europees Parlement werd gekozen. In 2009 keerde Schuth niet terug in het Europese Parlement. Derk Jan Eppink werd in 2009 voor Lijst Dedecker de derde Nederlander.
- Gemeinsame Normdatei: 1114033855
- Parlement.com: vgtu19n2ftt0
- Virtual International Authority File: 5034147484336349360008